# Harold MacGrath

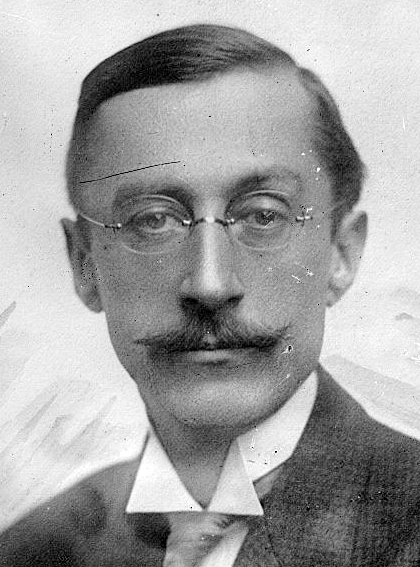
Harold MacGrath

Harold MacGrath född 4 september 1871 i Syracuse, New York, död 30 oktober 1932, var en amerikansk författare av romaner, noveller och filmmanuskript.
MacGrath föddes i Syracuse, New York. Som ung arbetade han som reporter och kolumnist på tidningen Syracuse Herald-Journal fram till det sena 1890-talet då han gav ut sin första roman, "Arms and the Woman. Enligt New York Times var hans nästa bok, "The Puppet Crown den sjunde bäst säljande romanen i USA under år 1901. Från 1901 skrev MacGrath romaner för den breda massan om kärlek, äventyr, mysterier, spioner. I genomsnitt skrev han mer än en roman om året. Under åren kom han att få ytterligare tre böcker på listan över årets bäst säljande böcker i USA. Under samma tid skrev han ett antal noveller för stora amerikanska magasin som till exempel The Saturday Evening Post, Ladies Home Journal och Red Book magazine. Ett flertal av MacGraths romaner gick som serier i dessa magasin och han skrev bidrag till dem fram till sin död 1932. 
1912 blev Harold MacGrath en av de första kända författarna att skriva direkt för filmen när han fick i uppdrag av American Film Company att skriva ett filmmanuskript för en kortfilm i Westerngenren. Filmen fick titeln The Vengeance That Failed. MacGrath fick arton av sina fyrtio romaner och tre av sina noveller filmatiserade plus att han skrev manus till ytterligare fyra filmer. Tre av hans böcker gjordes även om till Broadwayuppsättningar. En av de många filmer som gjordes efter MacGraths författande var serien The Adventures of Kathlyn, 1913 med Kathlyn Williams i huvudrollen. Samtidigt som han skrev de tretton avsnitten skrev han även boken som gavs ut omedelbart efter premiären av den första episoden av serien 29 december 1913 så att den fanns i bokhandeln under tiden som de tretton avsnitten visades. 
Bland MacGraths noveller som gjordes till film var Douglas Fairbanks Production Company's äventyrsfilm The Mollycoddle, 1920 baserad på MacGraths novell med samma namn som trycktes i The Saturday Evening Post 1913. Regisserad av Victor Fleming, med skådespelarna Ruth Renick och Wallace Beery. Filmen distribuerades genom det precis skapade United Artists. Det sägs att Boris Karloff under den här tiden valde sitt artistnamn från MacGraths roman The Drums of Jeopardy som också hade tryckts i The Saturday Evening Post i januari samma år och som innehöll en karaktär som var en rysk galen vetenskapsman som hette "Boris Karlov". Namnet "Boris Karlov" användes i Broadwayuppsättningen av MacGraths bok 1922, men då filmversionen spelades in 1923 ändrades karaktärens namn till "Gregor Karlov" eftersom skådespelaren Boris Karloff använde ett nästan liknande namn. 
MacGrath dog i sitt hem i Syracuse 1932.